# 바이노럴 레코딩
바이노럴 레코딩(Binaural recording)란, 양쪽 귀의 위상차를 이용해 사실적인 소리를 레코딩하고 재생하는 기술을 의미한다. 이 기술은 인간의 머리와 동일하게 생긴 모형의 양쪽 귀 부분에 마이크를 꽂고 현장을 녹음한 후, 이어폰 또는 헤드폰을 꽂은 사람에게 들려주면 매우 사실적인 소리를 체험할 수 있다는 데 착안하여 만들어졌다. 이러한 방식으로 녹음된 소리는 듣는 사람이 이어폰을 사용하지 않으면 의도한 효과를 얻을 수 없다.
코나미의 연애시뮬레이션 게임 도키메키 메모리얼 4에서는 이 효과를 사용하여 여자 주인공이 귓가에서 이야기하는 이벤트를 구현하여 매출에 큰 영향을 준 적이 있다.